# Ruta 209 (Costa Rica)
La Ruta 209, oficialmente Ruta Nacional Secundaria 209, es una ruta nacional de Costa Rica ubicada en la provincia de San José.

## Descripción
En la provincia de San José, la ruta atraviesa el cantón de San José (los distritos de Catedral, San Francisco de Dos Ríos, San Sebastián), el cantón de Desamparados (los distritos de Desamparados, San Rafael Arriba), el cantón de Aserrí (los distritos de Aserrí, Tarbaca, Vuelta de Jorco, San Gabriel, Salitrillos), el cantón de Mora (los distritos de Guayabo, Tabarcia, Jaris), el cantón de Acosta (los distritos de San Ignacio, Palmichal).